# 斯瓦比县

所在位置

斯瓦比县(普什图语: صوابی,乌尔都语: صوابی)，是巴基斯坦开伯尔－普赫图赫瓦省中部的一个县。总面积1,543 km2 (595.8 sq mi)，总人口1,026,804(1998)。

## 行政区划
斯瓦比县辖3个乡。